# زبیده ثروت
زبیده ثروت (عربی: زبيدة ثروت؛ ۱۴ ژوئن ۱۹۴۰ – ۱۳ دسامبر ۲۰۱۶) هنرپیشه اهل مصر بود. وی بین سال‌های ۱۹۵۶ تا ۱۹۸۷ میلادی فعالیت می‌کرد.